# Nederlandse Organisatie Van Audiovisuele amateurs
De Nederlandse Organisatie Van Audiovisuele amateurs (NOVA) is een koepelorganisatie van Nederlandse amateurfilmers sinds 1985, en is de rechtsopvolger van de in 1931 opgerichte Nederlandsche Smalfilm Liga (NSL).

## Geschiedenis
De Nederlandsche Smalfilm Liga was opgericht op 19 december 1931 door enkele filmpioniers. Het eerste bestuur bestond om te beginnen uit Leo R. Krijn, de voorzitter, en Leo Blok, de tweede voorzitter. Verder was Dick Knegt de secretaris, de fotograaf Dick Boer de tweede secretaris, Mannus Franken de penningmeester en J.C. Mol en F. Eulderink, beide commissaris. Enkele bestuursleden, zoals Mannus Franken en J.C. Mol, kwamen voort uit de enige jaren daarvoor opgerichte Nederlandsche Filmliga.
Binnen een jaar na oprichting waren er al 7 afdelingen. In dat tweede jaar, in 1932, organiseerde ze in Amsterdam het Union Internationale du Cinéma festival. In de oorlog, eind 1942, werd het bestuur afgezet door de NSB. Pas na de oorlog werd de draad weer opgepakt.
Op 12 februari 1949 werd het besluit genomen om de NSL op te heffen en de NOVA op te richten, die de naam Nederlandse Organisatie Van Amateurfilmclubs kreeg. Een essentieel verschil is dat de afdelingen van de NSL centraal werden bestuurd. De NOVA is een overkoepelend orgaan van zelfstandig bestuurde verenigingen. In de periode die volgde groeide het aantal leden van de NOVA. Veel mensen kochten een Super-8 camera en filmden familie en vakanties.
In 1970 zijn er zo'n 2400 leden aangesloten bij de NOVA. Tegenwoordig zijn er nog altijd meer dan 2000 leden actief met film bezig, hoewel het nu geen super 8-film meer is, maar HD-video.
De organisatie heeft meerdere naamswijzigingen ondergaan, na Nederlandse Organisatie Van Amateurfilmclubs werd deze in 1979 veranderd in Nederlandse Organisatie Van Amateurfilmers. In 1985 werd voor de laatste keer veranderd naar Nederlandse Organisatie Van Audiovisuele amateurs.

## Doelstellingen
De NOVA maakt het mogelijk dat alle aangesloten leden met elkaar in contact kunnen komen via 8 regionale verenigingen, die weer lid zijn van de NOVA. Ook draagt de organisatie zorg voor onder meer de afdrachten van haar leden bij Buma-Stemra.
De NOVA biedt amateurfilmers de gelegenheid cursussen te volgen. Deze worden door amateurs en professionals gegeven. De beste films worden bewaard in een filmotheek. Dit archief bevat honderden amateurfilms, waarvan de oudste uit 1934 stamt.
Ook probeert de organisatie zoveel mogelijk contacten te leggen met andere organisaties op het gebied van filmkunst. Zo komt het voor dat films van NOVA-leden worden vertoond op professionele filmfestivals.

## Activiteiten van de NOVA

### Nova filmfestival
De meest zichtbare activiteit van NOVA is het NOVA Filmfestival, een landelijk podium voor amateurfilmers. Hier ontmoet men elkaar, doet inspiratie op en ziet men elkaars producten. Het festival heeft eigen juryleden maar er worden ook professionals uitgenodigd om te jureren.
Uit de ingezonden films worden enkele films geselecteerd voor het Unica-festival, een wereldwijd festival voor amateurfilmers.

### NOVA 1-minuut filmfestival
Het tweede landelijke festival is het NOVA 1-minuut filmfestival. Een jury bepaalt de beste 16 films. Het publiek selecteert hieruit via een afvalsysteem, waarbij steeds 2 films tegen elkaar uitkomen, de beste film. Ook binnen dit onderdeel worden films geselecteerd voor Unica.

### NOVA Jongerenfestival
Het NOVA Jongerenfestival wordt jaarlijks georganiseerd voor jongeren tot en met 23 jaar.